# Katholieke Kerk in Luxemburg
De Katholieke Kerk in Luxemburg maakt deel uit van de wereldwijde Rooms-Katholieke Kerk, onder het leiderschap van de paus en de Curie. Het grondgebied van het aartsbisdom Luxemburg (Latijn: Archidioecesis Luxemburgensis) valt samen met dat van het groothertogdom Luxemburg.

## Geschiedenis
Luxemburg werd reeds gekerstend in de vierde eeuw.  De Abdij van Echternach werd in 698 door Willibrord gesticht. Het was het eerste Angelsaksische klooster in continentaal Europa. Willibrord is er ook gestorven en begraven.  De Katholieke Kerk in Luxemburg ressorteerde lange tijd onder Duitsland of België.  Na de herindeling van het groothertogdom Luxemburg in 1839 ten gevolge van het Verdrag van Londen, werd in 1840 een apart apostolisch vicariaat opgericht dat in 1870 een volwaardig bisdom werd.  De kathedraal van Luxemburg werd de 17e-eeuwse jezuïetenkerk die bij die gelegenheid omgedoopt werd tot Cathédrale Notre-Dame de Luxembourg.
In mei 1985 bracht paus Johannes Paulus II een pastoraal bezoek aan het groothertogdom.  In 1988 werd het bisdom verheven tot aartsbisdom. Het bisdom staat sinds 2011 onder leiding van Jean-Claude Hollerich.
Een grote meerderheid van de bevolking van Luxemburg is katholiek.  De heiligen Cunegonde, Filippus en Willibrordus zijn de patroonheiligen van Luxemburg.
Apostolisch nuntius voor Luxemburg is aartsbisschop Franco Coppola, die tevens nuntius is voor België.

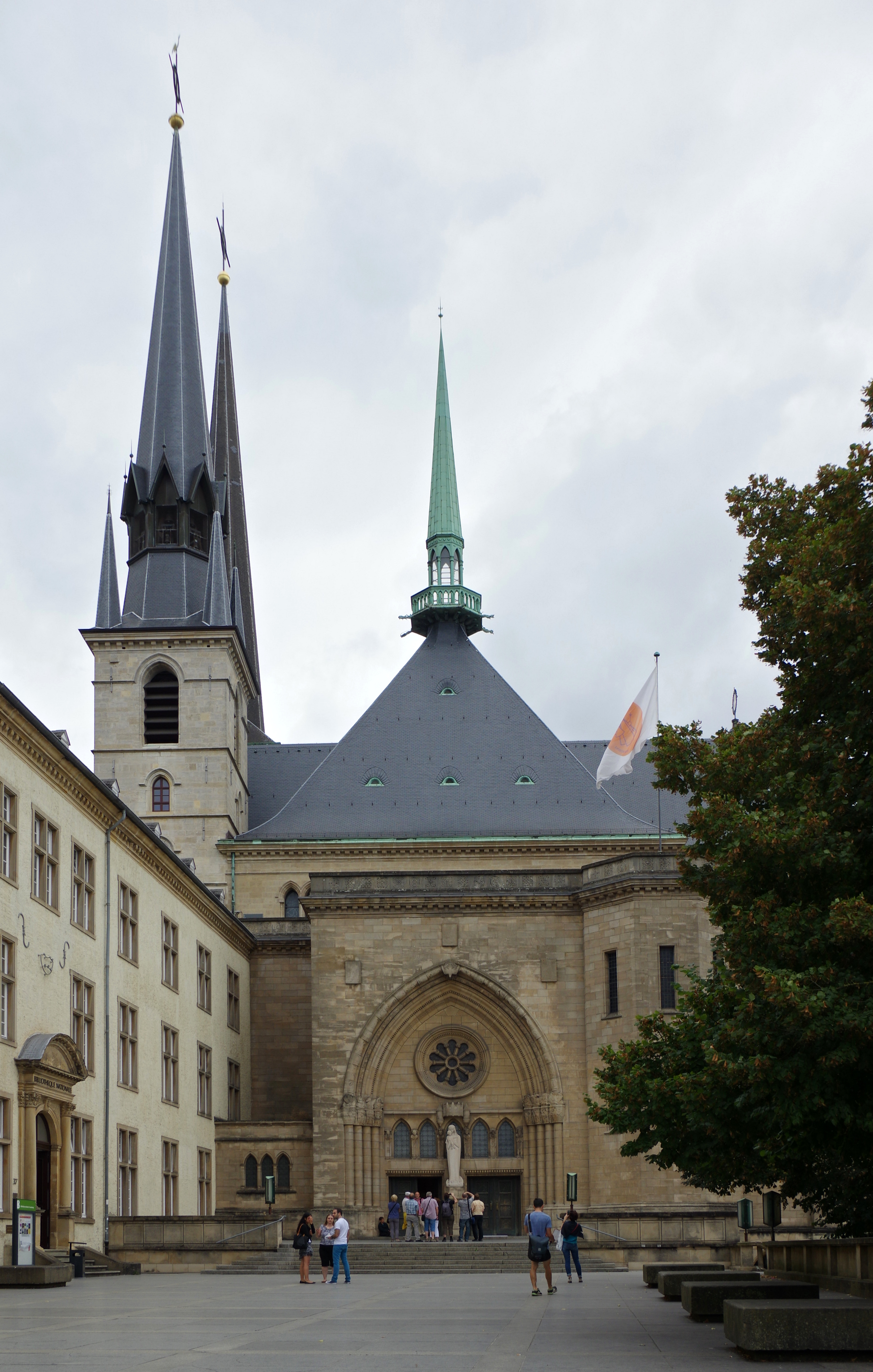
Kathedraal van Luxemburg
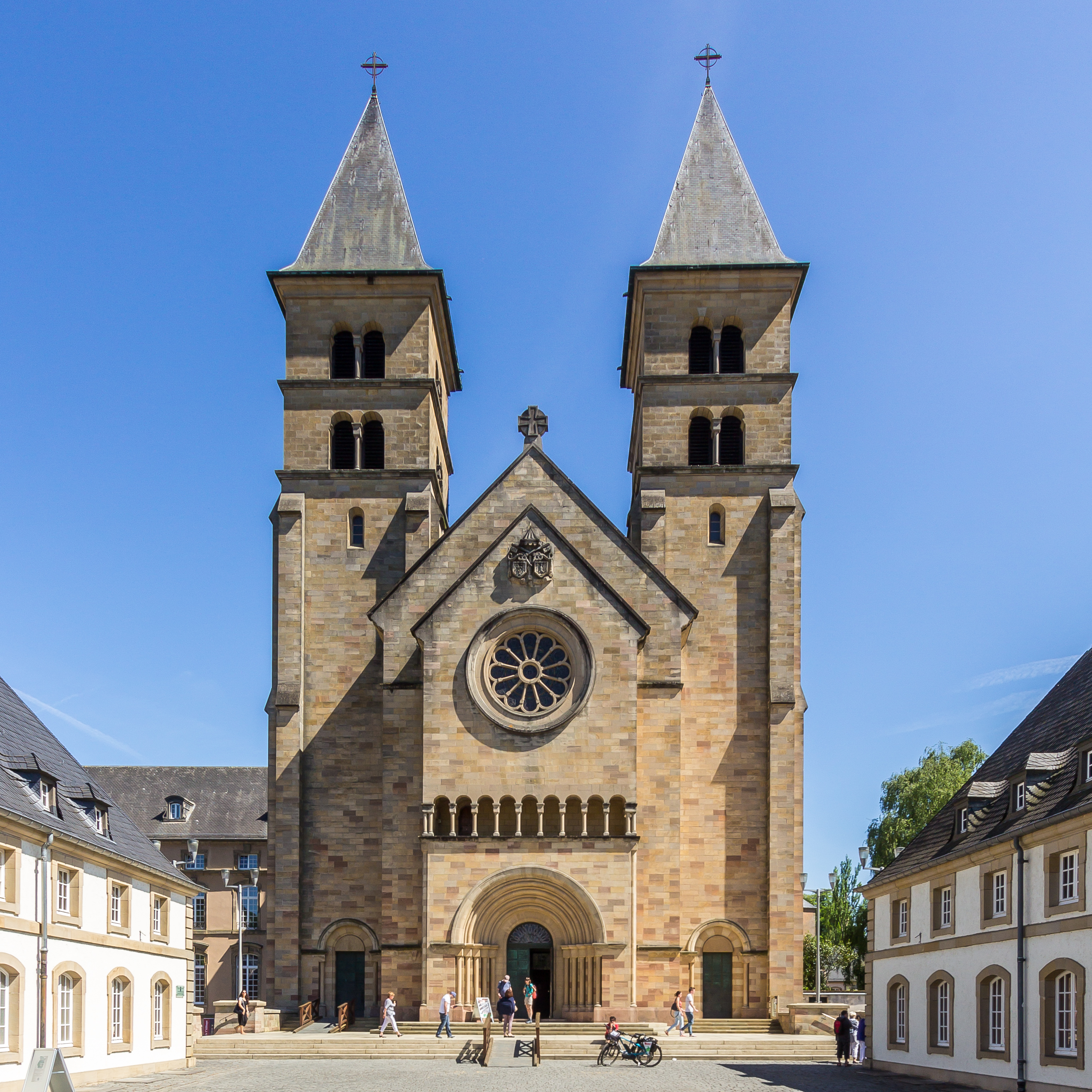
Sint-Willibrordusbasiliek van de abdij van Echternach